# Bosgraszanger
De bosgraszanger (Cisticola anonymus) is een zangvogel uit de familie Cisticolidae.

## Verspreiding en leefgebied
Deze soort komt voor in westelijk-centraal Afrika van zuidelijk Nigeria tot oostelijk Congo-Kinshasa en noordwestelijk Angola.

## Status
De grootte van de populatie is niet gekwantificeerd maar de soort wordt omschreven als algemeen tot zeer talrijk. Op de Rode lijst van de IUCN heeft deze soort de status niet bedreigd.